# Свињарево
Свињарево је насеље у Србији у општини Жабари у Браничевском округу. Према попису из 2022. било је 118 становника.

## Демографија
У насељу Свињарево живи 178 пунолетних становника, а просечна старост становништва износи 49,0 година (47,9 код мушкараца и 50,0 код жена). У насељу има 73 домаћинства, а просечан број чланова по домаћинству је 2,92.
Ово насеље је углавном насељено Србима (према попису из 2002. године), а у последња три пописа, примећен је пад у броју становника.
|  |

| Демографија | Демографија | Демографија |
| Година      | Становника  | Становника  |
| ----------- | ----------- | ----------- |
| 1948.       | 416         |             |
| 1953.       | 421         |             |
| 1961.       | 436         |             |
| 1971.       | 433         |             |
| 1981.       | 403         |             |
| 1991.       | 371         | 275         |
| 2002.       | 213         | 358         |
| 2011.       | 192         |             |

| Етнички састав према попису из 2002.‍ | Етнички састав према попису из 2002.‍ | Етнички састав према попису из 2002.‍ | Етнички састав према попису из 2002.‍ | Етнички састав према попису из 2002.‍ |
| ------------------------------------ | ------------------------------------ | ------------------------------------ | ------------------------------------ | ------------------------------------ |
|                                      |                                      |                                      |                                      |                                      |
| Срби                                 | Срби                                 |                                      | 189                                  | 88,73%                               |
| Власи                                | Власи                                |                                      | 21                                   | 9,85%                                |
| Румуни                               | Румуни                               |                                      | 2                                    | 0,93%                                |
| Југословени                          | Југословени                          |                                      | 1                                    | 0,46%                                |
| непознато                            | непознато                            |                                      | 0                                    | 0,0%                                 |

| Година пописа     | 1948. | 1953. | 1961. | 1971. | 1981. | 1991. | 2002. |
| ----------------- | ----- | ----- | ----- | ----- | ----- | ----- | ----- |
| Број домаћинстава | 97    | 100   | 99    | 93    | 86    | 82    | 73    |

| Број чланова      | 1  | 2  | 3  | 4 | 5  | 6 | 7 | 8 | 9 | 10 и више | Просек |
| ----------------- | -- | -- | -- | - | -- | - | - | - | - | --------- | ------ |
| Број домаћинстава | 21 | 18 | 10 | 6 | 11 | 3 | 3 | 1 | 0 | 0         | 2,92   |

| Пол    | Укупно | Неожењен/Неудата | Ожењен/Удата | Удовац/Удовица | Разведен/Разведена | Непознато |
| ------ | ------ | ---------------- | ------------ | -------------- | ------------------ | --------- |
| Мушки  | 80     | 13               | 53           | 8              | 6                  | 0         |
| Женски | 103    | 15               | 56           | 25             | 7                  | 0         |
| УКУПНО | 183    | 28               | 109          | 33             | 13                 | 0         |

| Пол    | Укупно                    | Пољопривреда, лов и шумарство | Рибарство                            | Вађење руде и камена | Прерађивачка индустрија       |
| ------ | ------------------------- | ----------------------------- | ------------------------------------ | -------------------- | ----------------------------- |
| Мушки  | 45                        | 43                            | 0                                    | 0                    | 0                             |
| Женски | 26                        | 24                            | 0                                    | 0                    | 0                             |
| УКУПНО | 71                        | 67                            | 0                                    | 0                    | 0                             |
| Пол    | Производња и снабдевање   | Грађевинарство                | Трговина                             | Хотели и ресторани   | Саобраћај, складиштење и везе |
| Мушки  | 0                         | 2                             | 0                                    | 0                    | 0                             |
| Женски | 0                         | 0                             | 0                                    | 0                    | 0                             |
| УКУПНО | 0                         | 2                             | 0                                    | 0                    | 0                             |
| Пол    | Финансијско посредовање   | Некретнине                    | Државна управа и одбрана             | Образовање           | Здравствени и социјални рад   |
| Мушки  | 0                         | 0                             | 0                                    | 0                    | 0                             |
| Женски | 0                         | 0                             | 0                                    | 2                    | 0                             |
| УКУПНО | 0                         | 0                             | 0                                    | 2                    | 0                             |
| Пол    | Остале услужне активности | Приватна домаћинства          | Екстериторијалне организације и тела | Непознато            | Непознато                     |
| Мушки  | 0                         | 0                             | 0                                    | 0                    | 0                             |
| Женски | 0                         | 0                             | 0                                    | 0                    | 0                             |
| УКУПНО | 0                         | 0                             | 0                                    | 0                    | 0                             |